# Phaleria atriceps
Phaleria atriceps – gatunek chrząszcza z rodziny czarnuchowatych i podrodziny Diaperinae.
Gatunek ten opisany został po raz pierwszy w 1894 roku przez George’a Lewisa na łamach „The Annals and Magazine of Natural History” pod nazwą Epiphaleria atriceps, jako gatunek typowy opisanego w tej samej publikacji rodzaju Epiphaleria. Później rodzajowi temu obniżono rangę do podrodzaju w obrębie rodzaju Phaleria. Opisany w 1998 roku przez Heinza Freude’a Phaleria marggii zysnonimizowany został na podstawie oględzin edeagusów z omawianym gatunkiem w 2020 roku przez Rolanda Grimma i Martina Lilliga.
Chrząszcz o ciele długości około 5 mm, wydłużonym i wąskim, o niemal równoległych w zarysie bocznych brzegach, szerszym i mocniej wysklepionym niż u Ph. baliensis. Ubarwienie jest rudożółte z czarnymi: tarczką, dużą, wspólną plamą pośrodku pokryw, zapiersiem i odwłokiem, nierzadko czerń jest rozleglejsza, obejmując także głowę i większą część pokryw. Wierzch ciała jest słabiej połyskujący niż u Ph. prolixa, bardzo drobno szagrynowany. Punktowanie na głowie jest bardzo drobne i rozproszone. Przedplecze jest nieco węższe od pokryw, zwężające się od nasady ku głowie, matowe, drobno szagrynowane, o słabo widocznym punktowaniu. Pokrywy są dwukrotnie dłuższe niż szersze, o niskich, ale wyraźnych guzach barkowych, nieco połyskującej powierzchni, równomiernie punktowanych rzędach oraz niskich międzyrzędach z niewyraźnym punktowaniem
Owad wschodnioazjatycki, podawany z Japonii, Tajwanu, Tajlandii i Malezji.